# کشاورزی تپه

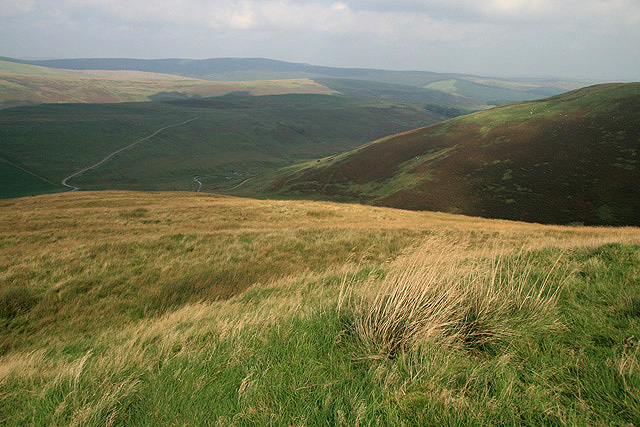
نمونه‌ای از کشاورزی تپه در بریتانیا

کشاورزی تپه‌ای (به انگلیسی: Hill farming) یا کشاورزی کرتی یک کشاورزی گسترده در مناطق بلندبوم است که عمدتاً گوسفندان پرورش می‌دهند، اگرچه از نظر تاریخی گاو اغلب در چراگاه بلندبوم به‌طور گسترده پرورش داده می‌شد. کشاورزی شیب عبارت است از کشاورزی شیب‌ها. این اصطلاحی است که معمولاً در شمال انگلستان به خصوص در ناحیه دریاچه و پناینز دیلز استفاده می‌شود. در جاهای دیگر، اصطلاحات کشاورزی در تپه یا کشاورزی دام بیشتر استفاده می‌شود.

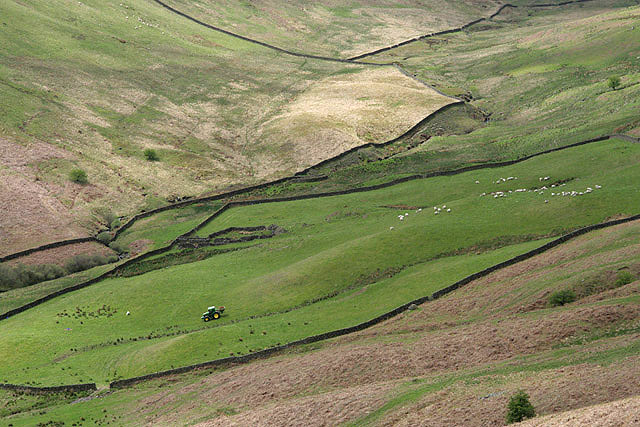
کشاورزی تپه کنار آرکلند برن (Arkland Burn)

پرورش گاو در تپه‌ها معمولاً به دلیل کمبود علوفه زمستانی محدود می‌شود و گوسفندان تپه‌ای که حدود دو هکتار در هر راس چرا می‌کنند، اغلب برای پرواربندی به مناطق پست برده می‌شوند.
کشاورزی نوین تپه اغلب به شدت وابسته به یارانه دولتی است، به عنوان مثال در بریتانیا از حمایت سیاست مشترک کشاورزی اتحادیه اروپا برخوردار شد. چراگاه بهبودیافته، کاشته‌شده و تپه‌ماهور زهکشی‌شده را می‌توان به شدت تقریباً یک گوسفند در هر ۰٫۲۶ هکتار ذخیره کرد.